# Oldenkott (Unternehmen)
Oldenkott ist der Name eines aus den Niederlanden stammenden Familienunternehmens, das 1740 bis 1972 an mehreren Standorten in der Tabakwarenherstellung tätig war.

## Geschichte
Bis 1929 bestanden zwei konkurrierende Firmen Oldenkott, die in den Niederlanden und Deutschland Tabakwaren herstellten:

### Henric’s Oldenkott senior & Comp., Rees

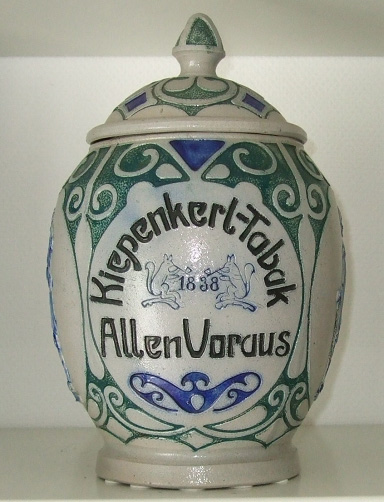
Tabakgefäß von 1925

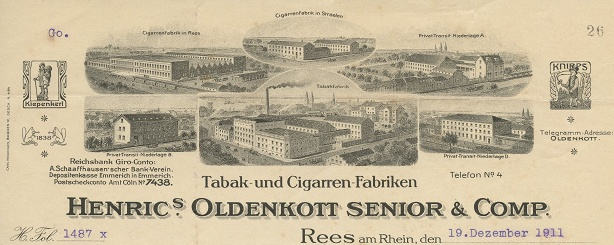
Briefkopf 1911

Henricus Oldenkott produzierte Tabakwaren bereits 1740 in Weesp. Die Firma nannte sich später Henric’s Oldenkott senior & Comp. und gründete eine Filiale in Elten.
1838 übernahm der Kaufmann August Kersten aus Rees am Niederrhein den Firmenstandort in Elten sowie Anteile des Stammwerkes in Weesp. Um 1850 übernahm Kersten weitere Anteile des Werkes in Weesp. Er entwickelte das Unternehmen zu einem der größten und bedeutendsten Tabakunternehmen in Deutschland. Die Kiepenkerl-Tabake wurden als Tabak mit Weltruf gehandelt. Ab 1895 ließ das Unternehmen das Wappen der Familie Kersten sowie zwei rauchende Eichhörnchen auf die Packungen drucken und zum Schutz gegen unlauteren Wettbewerb gerichtlich eintragen. Bis vor dem Ersten Weltkrieg blieb die Zahl der Beschäftigten unter 200 Personen.
1921 bauten Henric’s Oldenkott sen. & Comp. in Rees eine der modernsten Tabakfabriken Deutschlands mit Werkstätten, eigener Druckerei und Gleisanschluss. 1923 erfolgte der Umzug in neue Fabrikhallen in den Melatenweg außerhalb des Stadtkerns. Zwischen 1924 und 1928 wurde ein fünfstöckiges Betonhochhaus zur Lagerung von Rohtabaken gebaut. Für Stammarbeiter wurden Wohnhäuser errichtet und es wurden einer firmeneigenen Sparkasse, einer Krankenkasse sowie einer Pensionskasse gegründet. Weitere Filialbetriebe entstanden in Anholt, Bingen am Rhein, Düsseldorf, Hanau und Straelen.

### Herm’s Oldenkott & Söhne, Ahaus

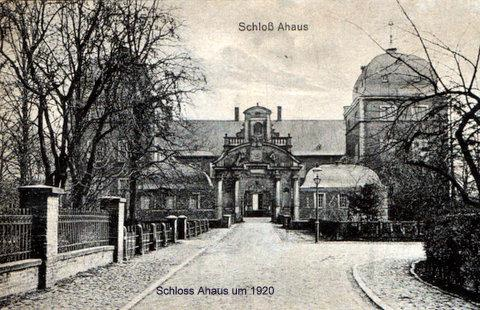
Schloss Ahaus um 1920

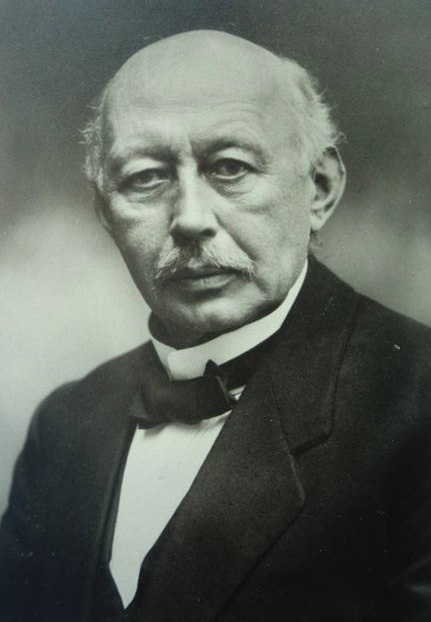
Jacobus B. Oldenkott, Ahauser Geschäftsführer 1887–1926

1760 gründete der aus Vreden stammende Hermannus Oldenkott (* 1730, † 1792) eine Tabakfabrik in Amsterdam, die sich sehr erfolgreich entwickelte und insbesondere in deutsche Länder exportierte. Nach seinem Tod 1792 führten seine Witwe und die Söhne den Betrieb unter die Firma Herm’s Oldenkott & Zoonen in Amsterdam weiter.
1819 gründete Hermanus Athanasius Oldenkott, der jüngste der Söhne, in Ahaus einen Filialbetrieb, um Zollschwierigkeiten zu umgehen. Er mietete das dortige Wasserschloss und legte in dessen Nebengebäuden und einem Seitenflügel eine Tabak-Fabrik an. Die nötigen Arbeiter brachte er zum Teil aus Holland mit. 1829 kaufte die Firma das komplette Schlossgebäude vom Fürsten Salm-Kyrburg und weitete danach die Produktion erheblich aus.

1887 übernahm Jakobus Bernardus Oldenkott die Führung des Ahauser Unternehmens. Er gründete eine Zigarrenproduktion, schaffte Röst-, Sieb- und Paketiermaschinen an und ersetzte so die Handarbeit durch maschinelle Methoden. 1911 gründete er in Saulgau eine Filiale für Zigarrenfabrikation und in Hagen die "Westdeutsche Zigarettenfabrik Theodor Oldenkott AG" für seinen Sohn Theodor. Ein weiterer Standort, den er 1919 seinem Schwiegersohn Josef Bartmann-Oldenkott, Sohn des Fabrikanten Bernard Bartmann, anvertraute, entstand in Neuss. 

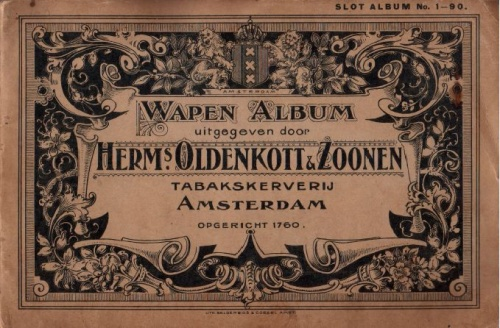
Wappenalbum um 1905

 Zu Werbezwecken gab die Firma ab 1900 mehrere Bildersammelalben mit Reihen von niederländischen und schweizerischen Städte- und Gemeindewappen heraus, die mit großem Erfolg verbreitet wurden.

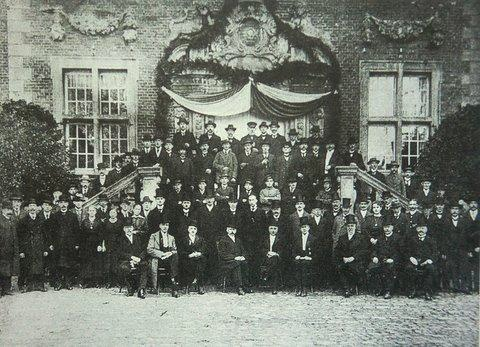
Belegschaft beim Firmenjubiläum 1919

Der niederländische Zweig wurde 1923 von F.M. Houbaer & Co., Sigaren- en Cigarillosfabrieken (SOPLA), Amersfoort, erworben und die Produktion in Amsterdam wurde stillgelegt. Die Marke Oldenkott verschwand so schrittweise in den Niederlanden vor dem Zweiten Weltkrieg.

### Übernahme 1929
1929 übernahm Henric’s Oldenkott sen. & Co. die Werke der Firma Herm’s Oldenkott & Zoonen in Neuss und Ahaus. Die Tabakfabrikation in Ahaus wurde aufgegeben. Das Schloss Ahaus wurde jedoch bis zur Zerstörung 1945 und Verkauf 1949 als Wohnsitz der Familie Oldenkott genutzt.
Die Werbemethode von Herm’s Oldenkott & Zoonen mit Bilderalben wurde durch Herausgabe von neuen Alben über Themen wie Medaillen, Natur und ein Album "Deutschland braucht Kolonien" weitergeführt.
1932 begann Oldenkott in Rees nach Kerstens Motto: Zum guten Oldenkott-Tabak die gute Oldenkott-Pfeife! mit der Herstellung anspruchsvoller Pfeifen aus Bruyèreholz. Das Unternehmen wurde gleichzeitig zum führenden deutschen Hersteller von Pfeifentabak.
Im Zweiten Weltkrieg wurde die Tabakfabrik teilweise und die Pfeifenfabrik völlig zerstört. Bereits 1945 wurde in anderen Räumen die Pfeifenherstellung wieder aufgenommen. Die Produktpalette umfasste 60 Modelle und Oldenkott wurde mit 40 % Marktanteil zum Marktführer in Deutschland. Den absoluten Beschäftigungshöhepunkt erreichte das Unternehmen 1950 mit 500 Arbeitskräften. Durch den Vormarsch der Zigarette verringerte sich die Pfeifenproduktion. 1959 brachte man die sog. Piparillo-Pfeife (für kurze Stumpenstücke) auf den Markt.
Als Folge des Terry-Reports von 1964 ("Zigarettenraucher bekommen Krebs durch Lungenzüge") stieg die Pfeifennachfrage wieder an, so dass es zwischen 1968 und 1970 zu Überstunden und langen Lieferzeiten kam. Mit über 40.000 Pfeifen pro Monat und 70 % Marktanteil in Deutschland wurde Oldenkott zum größten Pfeifenhersteller in Europa.

### Ende und Neubeginn
Wegen rückläufiger Tabakproduktion entstand nach 1970 zunächst eine Vertriebskooperation mit dem Niederländischen Tabakunternehmen Königliche Theodorus Niemeyer BV. 1972 kam es zum Verkauf der Firma Oldenkott an Niemeyer. Die Produktion von Oldenkott-Tabaken wurde 1974 eingestellt und die Pfeifenherstellung reduziert. In Rees stellten noch 36 Pfeifenmacher jährlich 150.000 Pfeifen her.
1987 kaufte Peter Kersten das Unternehmen zurück. Es gelang ihm jedoch nicht, die Firma zu retten. 1991 stellten 16 Pfeifenmacher noch 58.000 Pfeifen her und 1992 musste der Betrieb aus wirtschaftlichen Gründen geschlossen werden. In Rees erinnert die Statue eines Pfeife rauchenden Kiepenkerls an die große Zeit der Tabakindustrie im Ort.
2012 wurden die Rechte an der Wort- und Bildmarke Henric’s Oldenkott Senior & Comp. von Alexander Strähnz, Köln, erworben mit dem Ziel, die Pfeifenproduktion in zunächst kleinem Rahmen wieder aufzunehmen.